# Richson Simeon
Richson Simeon (* 5. Oktober 1997 in Costa Mesa, Kalifornien) ist ein Leichtathlet von den Marshallinseln. Sein Wettkampfgewicht beträgt 78 kg bei einer Körpergröße von 1,55 m.
Er besuchte seit 2015 das Sacramento City College in Sacramento, Kalifornien.
Bei den Olympischen Spielen 2016 in Rio de Janeiro startete er im 100-Meter-Lauf. Mit einer Zeit von 11,81 s kam er nicht über die Qualifikationsvorrunde hinaus. Bei der Eröffnungsfeier war er gemeinsam mit der Fahnenträgerin und Gewichtheberin Mathlynn Sasser in einem traditionellen Jobwa-Kostüm einmarschiert. Bei den Asian Indoor & Martial Arts Games 2017 in Aşgabat schied er mit 7,81 s im 60-Meter-Lauf als letzter seiner Vorrundengruppe aus.